# Боханы (Узденский район)
Боханы (бел. Баханы́) — деревня в Узденском районе Минской области Беларуси. В составе Озерского сельсовета.

## География

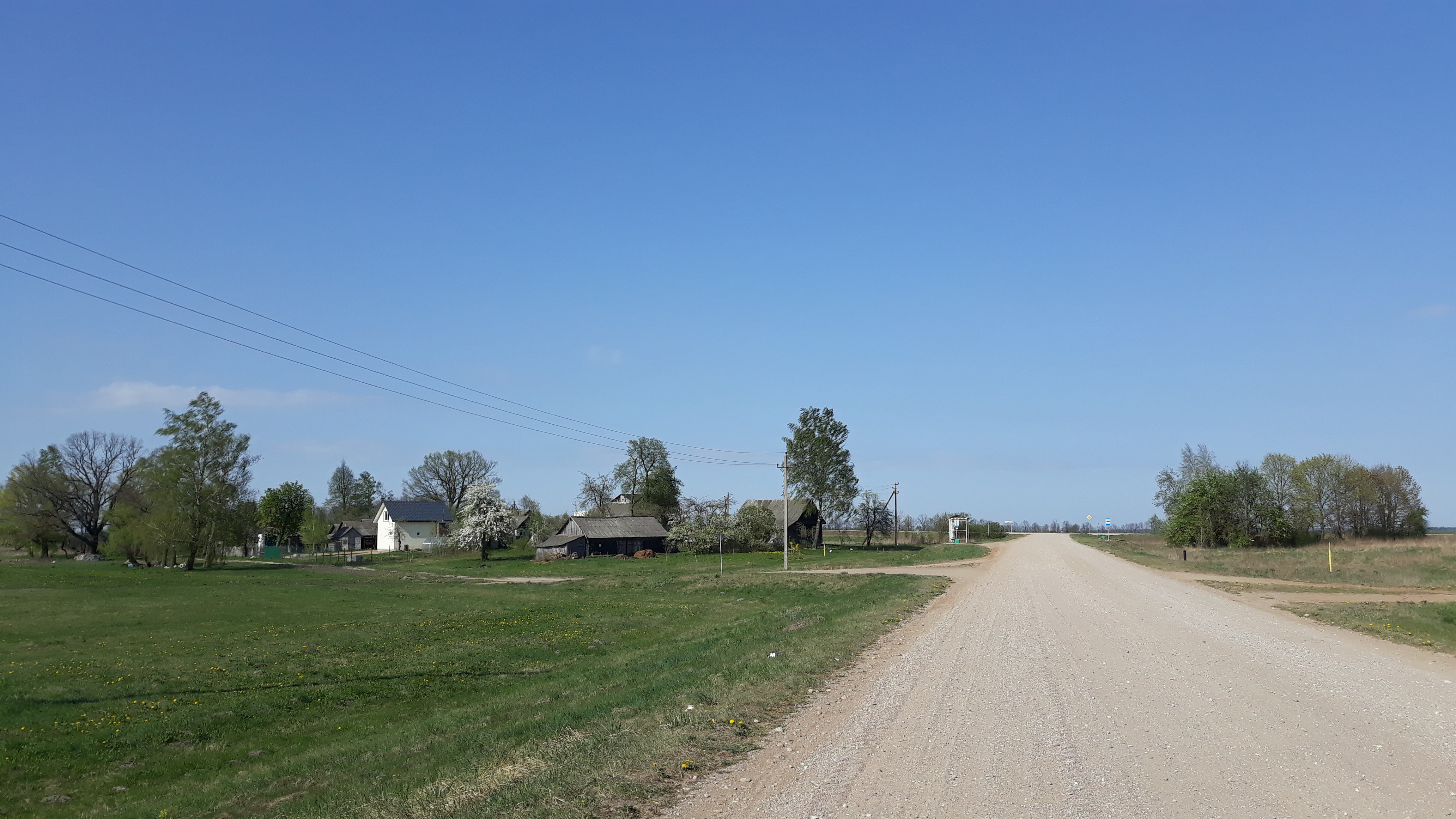

Ближайшие населённые пункты Нитиевские, Томашевичи и др.

## История
В 1909 году в Игуменском уезде Дудичской волости Минской губернии.

## Население

### Численность
- 2019 год — 15 жителей

### Динамика
- 1909 год — 73 жителя, 12 дворов[2]
- 2009 год — 34 жителя (перепись населения)
- 2019 год — 15 жителей (перепись населения)